# Рогови
Рогови водни гъби (Demospongiae) са най-големият клас в тип Porifera. Техните „скелети“ са изградени от частици, състоящи се от влакна на протеина спонгин или от минерала силициев диоксид, или и двете. Когато са включени частиците на силициевия диоксид те имат различна форма от тези, на подобните силициеви гъби (Hexactinellida). Demospongiae включват 90% от всички видове гъби и имат предимно леоконидна (виж) структурата.
Повечето от тях са морски обитатели, но някои живеят в сладководни води. Някои видове са ярко оцветени и има голямо разнообразие във формата на тялото, най-големите видове достигат над 1 метър в диаметър Размножават както полово, така и безполово.

## Произход
Demospongia имат древна история като първите вкаменелости с тях са включени в депозити от прекамбрий от края на криоген (периода „Снежна топка“), където тяхното присъствие е било открито от фосилизирани стерани, въглеводородни маркери, които са характерни за клетъчните мембрани на водните гъби, а не от преки вкаменелости на самите гъби. Те представляват непрекъснат 100 милиона годишен химически запис на изкопаеми демоспонги до края на неопротерозой. Най-ранният риф с водни гъби е датиран към ранния камбрий, представен от малък биохерм (древен органичен риф), изграден от археоциатидис и калцирани микроби в началото на камбрий (около 540-535 Ма), намерени в югоизточната част на Сибир.
Съществуващите Demospongiae са организирани на 14 разреда, които обхващат 88 семейства, 500 рода и повече от 8000, описани видове.
Хупър и ван Соест дават следната класификация на Demospongiae в разреди:
- Подклас Homoscleromorpha Bergquist 1978
  - Homosclerophorida Dendy 1905
- Подклас Tetractinomorpha
  - Astrophorida Sollas 1888
  - Chondrosida Boury-Esnault & Lopès 1985
  - Hadromerida Topsent 1894
  - Lithistida Sollas 1888
  - Spirophorida Bergquist & Hogg 1969
- Подклас Ceractinomorpha Levi 1953
  - Agelasida Verrill 1907
  - Dendroceratida Minchin 1900
  - Dictyoceratida Minchin 1900
  - Halichondrida Gray 1867
  - Halisarcida Bergquist 1996
  - Haplosclerida Topsent 1928
  - Poecilosclerida Topsent 1928
  - Verongida Bergquist 1978
  - Verticillitida Termier & Termier 1977

Все пак молекулярни изследвания показват, че Homoscleromorpha може да не принадлежи в този клас и може да се наложи класификацията да бъде ревизирана.

## Размножаване
Сперматоцити се развиват от трансформацията на хоаноцити, а ооцитите възникват от археоцити. Повторното делене на зиготата се извършва в мезохила и се образува паренхимела, ларва съставена от по-големи вътрешни клетки, заобиколен от малки, външни флагелирани клетки. В резултат ларва навлиза в канала на централната кухина и се изхвърля чрез изходящия ток.
Методи на безполовото размножаване включват, пъпкуване както и формирането на гемули.
|  |  |  |